# マルコフブランケット

ベイジアンネットワークでは、ノードAのマルコフ境界は、ノードAの親・子　そして　すべての子のノードA以外の親を含む。

統計学と機械学習では、ある確率変数のマルコフブランケットとは、その変数がシステム内の他のすべての変数と条件付き独立になるようにする変数の集合を指す。これは、確率的グラフィカルモデルと特徴選択の中心的な概念である。マルコフブランケットが最小の場合、言い換えれば、マルコフブランケットからこれ以上変数を削除すると、この条件付き独立である状態を必ず失う場合、それはマルコフ境界と呼ばれる。マルコフブランケットまたはマルコフ境界を特定すると、効率的な推論ができるようになり、予測や因果的推論に関連する変数を分離するのに役立つ。マルコフブランケットとマルコフ境界という用語は、1988年にジューディア・パールによって作られた。 マルコフブランケットは、ベイジアンネットワークやマルコフ確率場などの確率的グラフィカルモデルの構造から導き出される場合がある。

## マルコフブランケット
確率変数集合 {\displaystyle {\mathcal {S}}=\{X_{1},\ldots ,X_{n}\}} の中にある確率変数 {\displaystyle Y} のマルコフブランケット {\displaystyle {\mathcal {S}}_{1}} は、 {\displaystyle {\mathcal {S}}} の任意の部分集合の中で、{\displaystyle {\mathcal {S}}_{1}} に属さない変数は全て {\displaystyle Y} と独立していると言う条件を満たすものである。:
{\displaystyle Y\perp \!\!\!\perp {\mathcal {S}}\smallsetminus {\mathcal {S}}_{1}\mid {\mathcal {S}}_{1}}
つまり、{\displaystyle {\mathcal {S}}_{1}} には少なくとも {\displaystyle Y} を推測するために必要なすべての情報が含まれており、この意味では {\displaystyle {\mathcal {S}}\smallsetminus {\mathcal {S}}_{1}} は冗長である。
一般に、特定のマルコフブランケットは一意ではない。{\displaystyle {\mathcal {S}}} の任意の集合であり、かつ　あるマルコフブランケットを含む集合は、それ自身もマルコフブランケットとなる。具体的に言うと、{\displaystyle {\mathcal {S}}} 自身もまた、{\displaystyle {\mathcal {S}}} の要素 {\displaystyle Y} のマルコフブランケットである。

### 例
ベイジアンネットワークでは、あるノードのマルコフブランケットは、そのノードの親ノード、子ノード、子ノードの他の親　(つまり、共同の親)で構成される。これらのノードの値を知ることにより、対象のノードはネットワークの他の部分と条件付き独立になる。マルコフ確率場においては、あるノードのマルコフブランケットは単にそのノードに隣接するノードから構成される。

## マルコフ条件
マルコフブランケットの概念は、マルコフ条件に基づいている。この条件は、確率的グラフィカルモデルにおいて、各変数が、その親ノードを所与とすると、その変数の子孫ではないノードと条件付き独立であることを示している。この条件は、変数をネットワークの他の部分から隔てる最小の分離集合—すなわち、マルコフブランケット—の存在を意味する。
例えば、ある人が物体を重力に対して静止させている場合、物体の加速度はその直接的な原因、すなわち手からの上向きの力と下向きの重力によって完全に決定される。他の変数、例えば空気圧や温度は因果的に無関係である。 

## マルコフ境界
ノード  {\displaystyle Y} のマルコフ境界は、集合 {\displaystyle {\mathcal {S}}}  の部分集合 {\displaystyle {\mathcal {S}}_{2}} であり、{\displaystyle {\mathcal {S}}_{2}} 自体が {\displaystyle Y} のマルコフブランケットであるが、{\displaystyle {\mathcal {S}}_{2}} のどの真の部分集合も {\displaystyle Y} のマルコフブランケットではないという条件を満たす。言い換えれば、マルコフ境界は最小のマルコフブランケットである。
ベイジアンネットワークにおけるノード A のマルコフ境界は、A の親ノード、A の子ノード、および A の子ノードの他の親ノードから構成される集合である。マルコフ確率場において、あるノードのマルコフ境界はその隣接ノードの集合である。依存関係ネットワークにおいて、あるノードのマルコフ境界はその親ノードの集合である。

### マルコフ境界の一意性
マルコフ境界は常に存在する。いくつかの緩やかな条件下では、マルコフ境界は一意である。しかし、実際的および理論的なシナリオにおいては、複数のマルコフ境界が異なる解を提供する場合が多い。複数のマルコフ境界が存在する場合、因果効果を測る量がうまく働かないことがある。